# Georges Charpak
Georges Charpak (khai sinh Jerzy Charpak, 8 tháng 3 năm 1924 – 29 tháng 9 năm 2010) là nhà vật lý, viện sĩ Viện Hàn lâm Khoa học Pháp (Paris), đoạt giải Nobel về Vật lý.
Ông đã nghiên cứu chi tiết quá trình ion hóa trong chất khí và đã sáng tạo ra buồng dây, một đầu thu chứa khí trong đó các dây được bố trí dày đặc để thu các tín hiệu điện gần các điểm ion hóa, nhờ đó có thể quan sát được đường đi của hạt. Buồng dây và các biến thể của nó, buồng chiếu thời gian và một số tổ hợp tạo thành từ buồng dây/phát xung ánh sáng/Cherenkov tạo thành các hệ thống phức tạp cho phép tiến hành các nghiên cứu chọn lọc cho các hiện tượng cực hiếm (như việc hình thành các quark nặng), tín hiệu của các hiện tượng này thường bị lẫn trong các nền nhiễu mạnh của các tín hiệu khác.